# Witold Skupień
Witold Skupień (ur. 7 czerwca 1989 r. w Nowym Targu) – biegacz narciarski, paraolimpijczyk, multimedalista Mistrzostw Świata. 
Urodził się 7 czerwca 1989 roku. Mając 11 lat został porażony prądem elektrycznym, co poskutkowało utratą prawej ręki poniżej łokcia oraz części lewej dłoni. Przygodę ze sportem rozpoczął w wieku 22 lat w Szklarskiej Porębie dzięki Marianowi Damianowi, który zachęcił go do spróbowania narciarstwa. W kadrze zadebiutował w 2014 roku podczas Pucharu Świata w Vuokatti. W styczniu tegoż roku w Oberstdorfie złamał obojczyk. Uczestniczył w trzech zimowych igrzyskach paraolimpijskich w Soczi, Pjongczangu i Pekinie. Mistrz Świata w biegu na 18 km techniką klasyczną (Ostersund 2023).
Jego ulubionym sportowcem jest norweski biegacz narciarski Petter Northug. Poza sportem interesuje się numizmatyką i piłką nożną. Życiowe motto to: "Musisz pracować ciężej i ciężej, aby stawać się lepszym i lepszym".

## Występy na igrzyskach paraolimpijskich

### Biegi narciarskie
| Miejsce | Dzień    | Rok  | Miejscowość | Konkurencja                 | Czas biegu | Zwycięzca          |
| ------- | -------- | ---- | ----------- | --------------------------- | ---------- | ------------------ |
| 18.     | 12 marca | 2014 | Soczi       | Sprint stylem klasycznym    | 4:10,33    | Kiriłł Michajłow   |
| 6.      | 15 marca | 2014 | Soczi       | Sztafeta otwarta 4 x 2,5 km | 28:01,6    | Rosja              |
| 20.     | 16 marca | 2014 | Soczi       | Sprint stylem dowolnym      | 27:02,5    | Aleksandr Pronkow  |
| 5.      | 12 marca | 2018 | Pjongczang  | 20 km stylem dowolnym       | 49:02,8    | Igor Reptiuch      |
| 7.      | 14 marca | 2018 | Pjongczang  | Sprint stylem klasycznym    | 3:40,47    | Aleksandr Koliadin |
| 6.      | 17 marca | 2018 | Pjongczang  | 10 km stylem klasycznym     | 25:05,9    | Yoshihiro Nitta    |
| 9.      | 18 marca | 2018 | Pjongczang  | Sztafeta otwarta 4 x 2,5 km | 26:08,4    | Francja            |
| 5.      | 6 marca  | 2022 | Pekin       | 20 km stylem klasycznym     | 55:22.2    | KAWAYOKE Taiki     |
| 17.     | 9 marca  | 2022 | Pekin       | Sprint stylem dowolnym      | 3:00.98    | DAVIET Benjamin    |
| 11.     | 12 marca | 2022 | Pekin       | 12,5 km stylem dowolnym     | 39:52.1    | WANG Chenyang      |
| 6.      | 13 marca | 2022 | Pekin       | Sztafeta mix 4 x 2,5 km     | 30:02.2    | Stany Zjednoczone  |